# Sakhalin Energy

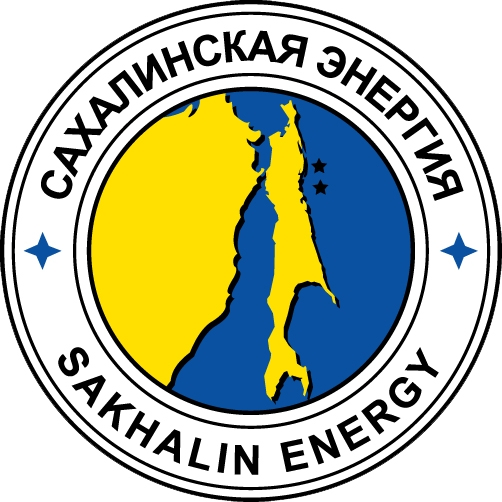
Logo

Die Sakhalin Energy Investment Company Limited (russisch Сахалин Энерджи, Sachalin Enerdschi) ist ein Konsortium, das Erdöl und Erdgas auf der Insel Sachalin in Russland fördert.

## Geschichte
Das Unternehmen wurde 1994 vom Konsortium MMMMS gegründet, um das Förderprojekt Sachalin II an der Küste von Sachalin betreiben zu können. Beteiligte Firmen waren Marathon, McDermott, Mitsui, Mitsubishi und Shell.
1997 verkaufte McDermott seine Anteile an die anderen Partner, 2000 Marathon seine an Shell. Diese hatte seitdem eine Kapitalmehrheit von 55 %.
2006 beanstandete das russische Umweltaufsichtsamt Rosprirodnadsor eine erhebliche Anzahl von Verstößen gegen Umweltrecht und verhängte umfangreiche Auflagen, was zu einem Stopp der Bauarbeiten auf der Insel führte. Dem Konsortium wurde vorgeworfen, große Mengen Industrieabwässer in das Meer geleitet und beim Bau der Pipeline auf der Insel erhebliche Umweltschäden verursacht zu haben. Es kündigte eine Klage von 30 Milliarden Dollar gegen das Unternehmen an.
2007 verkauften die beteiligten Unternehmen Anteile an das russische Unternehmen Gasprom, das damit eine Mehrheit von 50 % plus einer Aktie erhielt.
Danach konnten die Arbeiten fortgesetzt werden.
Am 24. Februar 2022 begannen russische Streitkräfte auf Befehl von Präsident Putin den Überfall auf die Ukraine.  Am Abend des 30. Juni 2022 wurde ein Präsidentenerlass veröffentlicht: die russische Regierung schaffe eine russische GmbH, auf die alle Rechte und Pflichten der Sakhalin Energy Investment Gesellschaft übergehen. Die Altaktionäre – Gazprom (50 Prozent plus eine Aktie), Shell (27,5 Prozent minus eine Aktie), Mitsui (12,5 Prozent) und Mitsubishi (10 Prozent) – dürften sich an dieser Betreibergesellschaft beteiligen. Sollten sich die ausländischen Unternehmen weigern, sich an dem neuen Schema zu beteiligen, will die russische Regierung deren Anteile innerhalb von vier Monaten verkaufen und den Erlös auf ein Sperrkonto überweisen, an das die Unternehmen nicht herankommen.
Sakhalin Energy veschiffte laut eigenen Angaben im Jahr 2020 37,9 Millionen Barrel Öl und 11,6 Millionen Tonnen Flüssiggas.

## Struktur
Anteilseigner (seit 2007)
| Unternehmen                    | Mutterunternehmen | Land                        | Anteile          |
| ------------------------------ | ----------------- | --------------------------- | ---------------- |
| Gazprom Sakhalin Holdings B.V. | Gasprom           | Russland                    | 50 % + 1 Aktie   |
| Shell Sakhalin Holdings B.V.   | Royal Dutch Shell | Großbritannien, Niederlande | 27,5 % – 1 Aktie |
| Mitsui Sakhalin Holdings B.V.  | Mitsui Group      | Japan                       | 12,5 %           |
| Diamont Gas Sakhalin           | Mitsubishi        | Japan                       | 10 %             |

Das Unternehmen beschäftigt über 2.000 Mitarbeiter. Der Hauptsitz ist Juschno-Sachalinsk.

## Tätigkeit
Sakhalin Energy förderte 2015 5,22 Millionen Tonnen Erdöl (41,01 Millionen Barrel) und verkaufte es nach Japan, Südkorea, Singapur und Indonesien.
Erdgas wird nach der Förderung teilweise verflüssigt und nach Japan, Südkorea, China und Taiwan verkauft.
Das übrige Erdgas wird mittels einer Pipeline auf das russische Festland bis nach Chabarowsk und Wladiwostok geleitet.
Sakjalin Energy beschäftigt über 2.000 Mitarbeiter. Der Jahresumsatz betrug 2015 6,192 Milliarden US-Dollar, der Gewinn 1,962 Milliarden US-Dollar.
Sakhalin Energy unterstützt die Assoziation der indigenen Völker des Nordens und deren Stiftung Batani.
Sie trat 2009 der UN-Sozialorganisation United Nations Global Compact bei.